# シクロイコサン
| シクロイコサン | シクロイコサン |
| -------------- | -------------- |
| (CH2)20        |                |
| IUPAC名        | シクロイコサン |
| 分子式         | C20H40         |
| 分子量         | 280.531586     |
| CAS登録番号    | 296-44-6       |

シクロイコサン (Cycloicosane) とは、シクロアルカンの1種。炭素原子が20個分岐することなく環状に連なっていて、CH2という構造が20回繰り返された構造をしている。分子式はC20H40。分子量は280.531586 (Da)。モル体積は354.789 (cm3/mol)。表面張力は25.9549999237061 (dyne/cm)。分極率は36.565×10-24 (cm3)。密度は0.791 (g/cm3)。屈折率は1.433。気化熱は61.137 (kJ/mol)。蒸気圧は25℃において0 (mmHg)。沸点は760mmHgにおいて387.213 (℃)。引火点は176.746 (℃)。